# Quantum Break
Quantum Break (с англ. — «Квантовый разлом») — компьютерная игра в жанре action-adventure и шутера от третьего лица, разработанная студией Remedy Entertainment и изданная Microsoft Studios для Windows и Xbox One. Релиз игры состоялся на Xbox One и Windows 5 апреля 2016 года, а 29 сентября 2016 года в Steam. Игра была анонсирована в тот же день, что и Xbox One — 20 мая 2013 года.

## Игровой процесс
Quantum Break — это экшн-приключенческая видеоигра от третьего лица. Главным героем выступает Джек Джойс, который обладает способностью манипулировать временем в мире, где оно начинает «зависать» для всех, кроме Джойса. Игроку предстоит столкнуться с множеством врагов, включая охранников корпорации «Монарх» и спецподразделениями, которые оснащены специально разработанными костюмами, позволяющими им переносить временные зависания. Кроме того, в игре есть Джаггернауты, тяжело бронированные враги, оснащенные очень сильным огнестрельным оружием. Разные враги ведут себя по-разному, поэтому от игрока требуется использование различных тактик и стратегий, чтобы победить их.
Чтобы победить врагов, игрок может использовать различные атакующие и защитные способности. Джек может найти четыре вида огнестрельного оружия: пистолеты, штурмовые винтовки, ружья и карабины. Он также обладает несколькими типами сил манипулирования временем, которые повышают его эффективность в бою. «Хронозаморозка» замораживает время вокруг врагов с помощью пузыря времени. Если игрок стреляет в противника, попавшего в пузырь, то пули убивают врага, когда пузырь исчезает через короткий промежуток времени. «Хронорывок» позволяет Джеку подбежать к врагу и немедленно нанести удар в ближнем бою. Он также может использовать эту силу, чтобы ускорять время и отбегать в укрытия, чтобы сбить с толку неосведомленных врагов относительно его местоположения. «Хроновзрыв» замораживает врагов в результате взрыва. Оборонительная способность «Хронощит» отражает весь входящий урон, а «Хроноуворот» позволяет игрокам совершить быстрый рывок, избегая атак. Большинство из этих способностей, позволяющих манипулировать временем, имеют короткий период восстановления после использования. В бою Джек автоматически укрывается, когда он стоит рядом с объектами окружающей среды. Тем не менее, искусственный интеллект противника хорошо развит, поэтому враги, путём координации друг с другом, будут пытаться заставить игрока покинуть укрытие.
У Джека есть и другие временны́е способности, которые не используются в бою. Так «Хроновидение» позволяет герою предчувствовать, ощущать вокруг себя различные вещи, а также находить отголоски прошлого, что предоставляет дополнительную информацию об истории. В игре также представлено несколько типов предметов для коллекционирования, известных как «повествовательные объекты», в том числе квантовые волны, документы, компьютеры и носители. Они дают игрокам дополнительное понимание сюжета игры. Игроки могут собирать «источники хрононов», которые можно использовать в качестве очков опыта для приобретения улучшений временны́х способностей.
Есть также менее ориентированные на действие сегменты в игре, где игрокам приходится решать загадки, связанные с окружающей средой, которые обычно походят на 3D-платформер. Из-за временны́х зависаний и коллапсов, объекты могут застревать в петле времени и могут стать платформой для игроков, чтобы перейти в следующую локацию игры. Эти же объекты могут и наоборот стать препятствиями, которые блокируют путь для игрока. Джек может преодолеть их, используя свои способности манипулирования временем, такие как замедление или остановка времени, чтобы он мог пройти дальше не получив травм. Он также может оживить замороженных неиграбельных персонажей в нескольких определённых точках игры.
Игра делится на пять актов. После игры в роли Джека Джойса, игроки берут под контроль антагониста игры Пола Сайрина для принятия принципиального решения, которое влияет на сюжет, перед тем, как начнется эпизод цифрового сериала. В игре рассказывается история главных героев, в то время как шоу рассказывает историю антагонистов. Игроки могут делать выбор в начале каждого эпизода телешоу. Эти решения влияют на сюжет игры. Поскольку у Пола Сайрина есть сила предвидения, игроки могут посмотреть на последствия каждого выбора, прежде чем принимать решение.

## Сюжет
Сюжет игры разворачивается в американском городе Риверпорт. В 1999 году брат главного героя Джека Джойса Уилл построил машину времени, однако первый практический эксперимент заканчивается неудачей: сразу же после активации перехода из него появляется незнакомец из будущего и стреляет в Уилла. Вслед за ним в 1999 год прибывает Бет Уайлдер (Кортни Хоуп), которая сообщает о ключевых событиях будущего и опасности возникновения Разлома и события именуемое «Концом Времени» когда время перестанет течь и остановится навсегда во всей вселенной. Дабы не допустить этого, Уилл переносит машину времени и лабораторию из доков в помещение выкупленного общественного бассейна и начинает строить устройство под названием «Противовес», который должен будет устранить Разлом, если он возникнет в будущем. В течение 11 лет, пока Уилл создаёт устройство, он вынужден отгородиться от друзей и близких, но после того, как устройство было завершено, оно бесследно исчезает, как и Бет, периодически навещавшая Уилла.
Незнакомец, который прибыл из будущего вместе с Бет в 1999 году, — Пол Сайрин — имеет своё видение произошедших и будущих событий. Он пытается подготовиться к неизбежному Разлому, основывая корпорацию «Монарх». Зная основные события 2000-х годов, он быстро набирает капитал и основывает исследовательское подразделение, целью которого ставит создание протокола «Ковчег» — комплекса мер, который спасёт избранную группу людей во время хронокатаклизма и выиграет для них «субъективное» время для окончательного решения проблемы Разлома. По оценкам Пола, «Конец Времени» наступит примерно в 2021 году.
В 2011 году на месте старой лаборатории Уилла Джойса возникает хроноаномалия, которая становится предвестником будущих технологий «Монарха». Эта аномалия становится источником хрононов — элементарных частиц времени. Хрононы являются одним из ключевых элементов протокола «Ковчег», ведь с их помощью можно создавать течение времени в ограниченном пространстве. Другим ключевым элементом является РХП — Регулятор Хронополя, «Противовес», который был разработан Уиллом Джойсом, и украден Сайрином.
В 2016 году Пол Сайрин выкупает Университет Риверпорта и размещает в нём собственный прототип машины времени. Он приглашает на запуск Джека Джойса, который в ключевой момент времени должен был быть рядом. Эксперимент также заканчивается неудачей: возникает Разлом, а самого Сайрина забрасывает далеко в будущее. Там Сайрин встречает Бет и вместе им удается починить машину времени Уилла и вернуться в 1999 год, что в итоге приводит к возникновению «временной петли».
Но когда в 2016 году Сайрин исчезает в будущем, вместо него появляется старый Сайрин, обладающий даром хронопредвидения, позволяющим видеть иные варианты развития событий и альтернативное будущее. Джек Джойс, присутствовавший при этом, также получает хроноспособности: возможность перемещаться в зависаниях времени и ограниченно влиять на его ход. Теперь главной задачей Джека является недопущение возникновения Разлома или по крайней мере устранение его последствий.

## В ролях
- Шон Эшмор в роли Джека Джойса
- Эйдан Гиллен в роли Пола Сайрина, бывшего лучшего друга Джека, основателя Monarch Solutions.
- Патрик Хьюсингер в роли Лиама Бёрка, одного из ведущих сотрудников службы безопасности Monarch.
- Маршалл Оллман в роли Чарли Винкотта, главы службы наблюдения Monarch.
- Кортни Хоуп в роли Бетт Уайлдер, двойного агента в Monarch, которой доверяют Уилл и Джек.
- Мими Майклз в роли Фионы Миллер, сотрудника Monarch и близкий друг Чарли Винкотта.
- Брук Невин в роли Эмили Бёрк, беременной жены Лиама Бёрка.
- Жаклин Пиньоль в роли д-р Софии Эмарал, одного из советников Сайрина, по совместительству его врача.
- Амелия Роуз Блэр в роли Эми Ферреро, лидера протеста, которая, в зависимости от действий Сайрина, либо является второстепенным персонажем, либо погибает после первого акта.
- Шон Дурри в роли Ника Мастерса, таксиста, который в случае смерти Эми умрёт, либо исполнит второстепенную роль в истории.
- Лэнс Реддик в роли Мартина Хэтча, заместителя Сайрина, генерального директора и лица Monarch Solutions.
- Доминик Монаган в роли Уильяма Джойса, физика и брата Джека.
- Джинни Болет (mocap и внешность) и Жуль де Жонг (голос) в роли командира Кларисы Огава.

## Разработка
Remedy Entertainment наняла кинорежиссёра, чтобы выдержать экшен Quantum Break в одном стиле с сопутствующим сериалом. Свои фантазии касательно путешествий во времени разработчики решили подкрепить научно. Для этого в команду пригласили консультанта из ЦЕРН, главной европейской организации, которая специализируется на ядерных исследованиях и физике высоких энергий. Консультант объяснил Remedy некоторые нюансы квантовой и классической физики. 11 февраля 2016 года стало известно о выходе игры для Windows, одновременно с Xbox One, а также системные требования PC-версии. Quantum Break для Windows 10 досталась бесплатно каждому, кто оформил предварительный заказ на цифровую копию для Xbox One до 4 апреля.

## Критика
| Сводный рейтинг       | Сводный рейтинг           |
| Агрегатор             | Оценка                    |
| --------------------- | ------------------------- |
| GameRankings          | 77,91 %                   |
| Metacritic            | 77/100 (XONE) 62/100 (PC) |
| Иноязычные издания    |                           |
| Издание               | Оценка                    |
| Destructoid           | 8,5/10                    |
| EGM                   | 7,5/10                    |
| Game Informer         | 8,5/10                    |
| GameRevolution        | [ 32 ]                    |
| GameSpot              | 6/10                      |
| GamesRadar+           | [ 34 ]                    |
| IGN                   | 8/10                      |
| PC Gamer (US)         | 70/100                    |
| Polygon               | 8,5/10                    |
| VideoGamer            | 8/10                      |
| Digital Spy           | [ 39 ]                    |
| VentureBeat           | 9/10                      |
| Русскоязычные издания |                           |
| Издание               | Оценка                    |
| 3DNews                | 7/10                      |
| PlayGround.ru         | 8,1/10                    |
| Riot Pixels           | 55 %                      |
| StopGame.ru           | Изумительно               |
| «Игромания»           | 9/10                      |
| «Канобу»              | 8/10                      |
| Gmbox.ru              | 9/10                      |